# Down Ampney
Down Ampney é uma paróquia e aldeia do distrito de Cotswold, no condado de Gloucestershire, na Inglaterra. De acordo com o Censo de 2011, tinha 644 habitantes. Tem uma área de 11,23 km².